# سلسلة جبال الحمة
سلسلة جبال الحمة هي سلسلة جبالفي مقاطعتي مالقة وغرناطة في الأندلس في إسبانيا . أعلى نقطة لها تبلغ 1500 متر.